# Війна палиць
Війна палиць (нім. Stecklikrieg) — громадянський конфлікт, який відбувся в Швейцарії в 1802 році і призвів до розпаду Гельветійської Республіки, відновлення французької окупації Швейцарії та, врешті-решт, до Акту посередництва, продиктованого Наполеоном 19 лютого 1803 року. Конфлікт відбувався між повстанцями, переважно з сільського населення, та урядовими силами Гельветійської Республіки. Цей конфлікт отримав назву «війна палиць» через те, що повстанці використовували підручні інструменти, найчастіше палиці.

## Перебіг війни
Після Луневільського мирного договору французькі війська залишили Швейцарію влітку 1802 року, що призвело до швидкої дестабілізації країни. Ця нестабільність досягла максимуму коли відбулось відкрите повстання, яке виникло в Центральній Швейцарії і було зосереджене навколо міст Цюрих і Берн, а також сільських частин швейцарського плато в кантонах Аргау і Золотурн. Війна розпочалася із сутички на перевалі Ренг в гірському масиві Пілатус 28 серпня 1802 року, після чого у вересні відбулися артилерійські атаки урядових військ на Берн і Цюрих, а 3 жовтня відбулася сутичка в місті Фау в кантоні Во. Після кількох кровопролитних зіткнень повстанців з недооснащеними та маломотивованими урядовими силами Гельветичної республіки, 18 вересня центральний уряд зазнав поразки і був змушений відступити від Берна до Лозани, а потім і повністю припинив своє існування. Владу в країні взяв на себе тимчасовий уряд («Tagsatzung») в кантоні Швіц на чолі з Алоїсом фон Редінгом.
Наполеон був занепокоєний тим, що нестабільність у Швейцарії може негативно вплинути на Європу в цілому, і був уповноважений вести переговори про врегулювання між ворогуючими сторонами. В ініційованому ним Акті про посередництво були надані поступки вимогам повстанців. За цим актом Швейцарія відмовилась від централізованої структури Гельветської Республіки на користь більш федеративного устрою. Також, в цьому акті було заявлено що Швейцарія має бути федеративною, і що спроби нав'язати там будь-яку іншу систему є нерозумними і протиприродніми.

## Реакція Британії
Французьке вторгнення являло собою порушення Ам'єнського договору, і воно було використане Великою Британією як привід для відновлення війни проти Франції 18 травня 1803 року. Втручання Франції до внутрішніх справ швейцарців спонукало британців посилити свою роль в континентальній політиці. Попри те, що британці часто намагалися залишатися осторонь внутрішньої боротьби на континенті, дії наполеонівської Франції загрожували порушити наявний порядок, а разом із ним економічне панування Великої Британії. Хоча Акт посередництва, нав'язаний внаслідок французького вторгнення, не сильно змінював наявний у Швейцарії порядок, але відновлення значної частини традицій та форм урядування в Швейцарії, які існували ще до вторгнення Французької Республіки, технічно, було порушенням Ам'єнського договору, який забороняв Франції втручатись в справи інших держав.